# Lakatosfalva
Lakatosfalva (ukránul: Клочки falu Ukrajnában, Kárpátalján, a Munkácsi járásban.

## Fekvése
Munkácstól északra, Frigyesfalva északi szomszédjában fekvő település. A határában folyik el a Viznice.

## Története
A trianoni békeszerződés előtt Bereg vármegye Latorczai járásához tartozott.
1910-ben 92 lakosából 4 magyar, 5 német, 83 ruszin volt. Ebből 9 római katolikus, 83 görögkatolikus volt.